# دانيال هاركورت قالبرايث
دانيال هاركورت قالبرايث هو سياسي كندي، ولد في 30 نوفمبر 1878 في جيلف في كندا، وتوفي في 30 أكتوبر 1968. حزبياً، نشط في إتحاد مزارعي ألبرتا ‏. وقد انتخب عضو الجمعية التشريعية ألبرتا.